# Andes (Schiff, 1939)
Die Andes (II) war ein 1939 in Dienst gestelltes Passagierschiff der britischen Reederei Royal Mail Line, das im Verlauf seiner mehr als 30 Jahre andauernden Laufbahn für den Liniendienst nach Südamerika, als Truppentransporter im Zweiten Weltkrieg sowie als Kreuzfahrtschiff im Einsatz stand. 1971 wurde es ausgemustert und in Gent abgewrackt.

## Geschichte
Die Andes wurde am 17. Juni 1937 unter der Baunummer 1005 in der Werft von Harland & Wolff in Belfast auf Kiel gelegt und lief am 7. März 1939 vom Stapel. Taufpatin des Schiffes war Marina, Duchess of Kent. Nach ihrer Ablieferung an die Royal Mail Line am 24. September 1939 brach die Andes am 26. September 1939 zu ihrer Jungfernfahrt auf. Diese führte das Schiff nicht wie ursprünglich geplant nach Südamerika, sondern aufgrund des Anfang September 1939 ausgebrochenen Zweiten Weltkriegs zum Holy Loch, wo es der Admiralität übergeben und zum Truppentransporter umgerüstet wurde.
Während des Krieges stand die Andes unter anderem in Südasien, im Pazifik und nach Südafrika als Truppentransporter im Einsatz. Auch nach Kriegsende, welches das Schiff unbeschadet erreichte, wurde es zunächst weiter von der Admiralität eingesetzt, zuletzt im Januar 1947.
Die Andes wurde 1947 an die Royal Mail Line zurückgegeben und konnte nach Umbau- und Modernisierungsarbeiten im Januar 1948, mehr als acht Jahre nach ihrer Fertigstellung, den Liniendienst nach Südafrika aufnehmen. Neben dem Passagierdienst hatte sie auch eine große Frachtkapazität als Kühlschiff. Nach zwölf Jahren im Liniendienst wurde die Andes 1960 zum Betrieb als reines Kreuzfahrtschiff umgerüstet.
Am 4. Mai 1971 beendete die Andes ihre letzte Kreuzfahrt. Anschließend wurde sie direkt zum Abbruch ins belgische Gent verkauft, wo sie am 7. Mai 1971 bei der Abwrackwerft von Van Heyghen Freres eintraf.